# Les Bidasses en folie
Série
Les bidasses s'en vont en guerre
(1974)
Pour plus de détails, voir Fiche technique et Distribution.
 Les Bidasses en folie est un film de bidasses français réalisé par Claude Zidi, sorti en 1971.

## Synopsis
Gérard, Phil, Jean-Guy, Jean et Luis, cinq amis inséparables, rêvent de créer un groupe pop du nom de The Tourist's. Après avoir loué à Crème leurs instruments de musique, ils participent à un concours régional, dont ils remportent le trophée.
Mais les jeunes hommes sont convoqués pour leur service militaire et il leur est impossible d'y échapper. Ils se présentent donc à la caserne, où ils sont dirigés par le sergent Bellec. Autoritaire, ce dernier entend bien leur mener la vie dure, mais les cinq acolytes, plus peace and love qu'autre chose, enchaînent gaffe sur gaffe, avec une mauvaise volonté évidente.

## Fiche technique
- Titre : Les Bidasses en folie
- Réalisation : Claude Zidi
- Scénario : Claude Zidi et Michel Ardan
- Musique : Les Charlots
- Production : Michel Ardan
- Photographie : Paul Bonis
- Société de production : Les Productions Belles Rives
- Pays d'origine :  France
- Format : couleur (Eastmancolor) — 35 mm — son mono
- Genre : comédie
- Durée : 80 minutes
- Date de sortie :  France : 15 décembre 1971
- DVD : Sorti le 9 mars 2005 + 23 novembre 2006 chez l'Éditeur : Opening
- BLU-RAY le 5 septembre 2024 Chez Studiocanal

## Distribution
- Les Charlots :
  - Gérard Rinaldi : Gérard
  - Gérard Filippelli : Phil
  - Jean Sarrus : Jean
  - Luis Rego : Luis
  - Jean-Guy Fechner : Jean-Guy
- Marion Game : Crème
- Jacques Seiler : le sergent Bellec
- Henri Leproux : l'animateur du radio-crochet
- Aimable : le père de Phil
- Martin Circus : dans leur propre rôle (le groupe)
- Triangle : dans leur propre rôle (le groupe)
- Jacques Dufilho : le colonel

Non crédités
- Michel Ardan : l'homme à la contravention
- Michel Charrel : le gendarme
- Gérard Croce : un soldat de la caserne
- Nicole Dubois : la fille du colonel
- Christian Fechner : le client du restaurant au steak bleu
- Pierre Gualdi : le patron du restaurant
- Henri Lambert : Paul, le colonel rouge
- Francis Lemaire : Charles, le fiancé de la fille du colonel
- inconnu : Olivier, un soldat de la caserne

## Box-office
| Pays              | Box-office        | Nbre de sem. | Classement TLT | Source |
| Box-office France | 7 460 911 entrées | 1er en 1971  | -              |        |
| Box-office Paris  | 865 832 entrées   | 3e en 1971   | 14 sem.        |        |

## À propos du film
- Le tournage a eu lieu dans le département du Calvados : à Caen (église Saint-Pierre, cinéma Le Paris, avenue du 6 juin), à Falaise (château, maison aux coquillages, caserne, magasin de musique Guillaume) et à Cabourg. La maison aux coquillages à Falaise  est la maison des parents de Phil[3]. La scène du vol de la cabine de plage, vers le début du film, a été tournée à Cabourg promenade Marcel-Proust[4] .
- Avec près de 7 millions de spectateurs lors sa sortie en France, ce film fut le premier gros succès du réalisateur Claude Zidi, dont c'était le premier film[5]. C'est sur le tournage de La Grande Java que Les Charlots ont sympathisé avec Claude Zidi, alors scénariste et cadreur sur le film de Philippe Clair. À l'origine, Philippe Clair avait proposé aux Charlots le scénario de La Grande Maffia. Ceux-ci ont refusé et ont préféré faire Les Bidasses en folie d'après un scénario de Michel Ardan et Claude Zidi.
- Pendant le premier concours pop du film, deux groupes, Martin Circus et Triangle, interprètent chacun une chanson phare de leur répertoire[source secondaire souhaitée].
- Le succès du film permit également à Christian Fechner de fonder sa propre société de production et ainsi lancer sa carrière de producteur. Par ailleurs, Fechner apparaît dans le film. Il est le client du restaurant à qui Phil sert un « steak bleu » (une viande de couleur bleue alors que ce nom désigne en réalité un steak juste cuit à l'extérieur mais resté rouge à l'intérieur)[source secondaire souhaitée].
- Le film connaît une suite trois ans plus tard : Les Bidasses s'en vont en guerre[5]. Seul Luis Rego qui a quitté le groupe entre-temps, ne reprend pas son rôle. En revanche, Jacques Seiler y réincarne le sergent Bellec.